# Alepocephalus
Alepocephalus (Risso, 1820) è un genere di pesci ossei marini appartenenti alla famiglia Alepocephalidae.

## Distribuzione e habitat
Il genere ha distribuzione cosmopolita. La specie A. rostratus è presente nel mar Mediterraneo<.
Sono pesci batipelagici che possono spingersi a profondità anche molto elevate.

## Tassonomia
Il genere comprende 20 specie:
- Alepocephalus agassizii
- Alepocephalus andersoni
- Alepocephalus antipodianus
- Alepocephalus asperifrons
- Alepocephalus australis
- Alepocephalus bairdii
- Alepocephalus bicolor
- Alepocephalus blanfordii
- Alepocephalus dentifer
- Alepocephalus fundulus
- Alepocephalus longiceps
- Alepocephalus longirostris
- Alepocephalus melas
- Alepocephalus owstoni
- Alepocephalus planifrons
- Alepocephalus productus
- Alepocephalus rostratus
- Alepocephalus tenebrosus
- Alepocephalus triangularis
- Alepocephalus umbriceps